# 香港城市大學天花倒塌事件

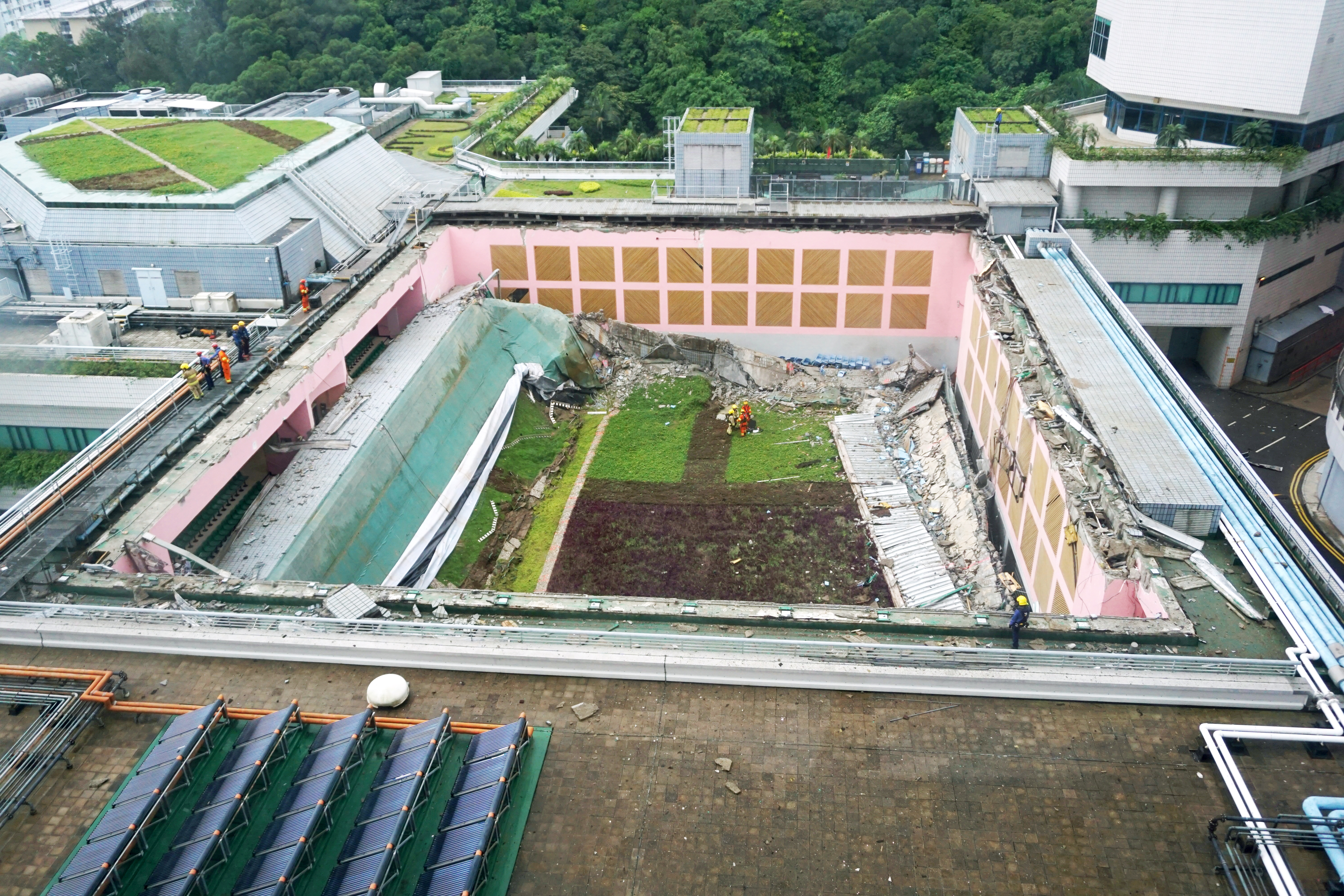
陳大河綜合會堂整幅天台突然塌下，水泥鋼筋散滿一地，幸保安員及時疏散會堂內人員，只造成3人輕傷

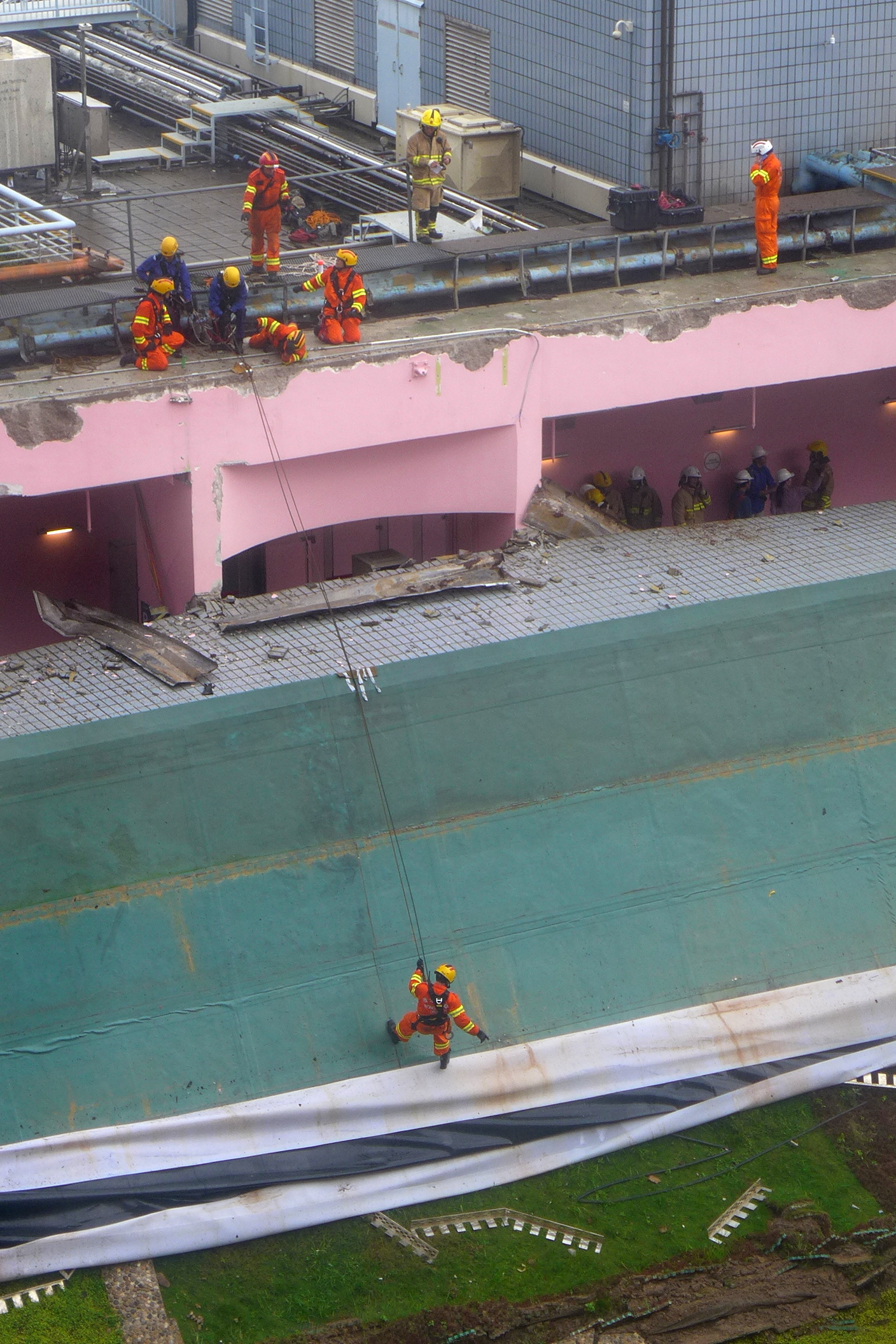
消防署調動專門應付大型事故的坍塌搜救專隊及特種救援隊，由屋頂利用高縋繩空降至現場

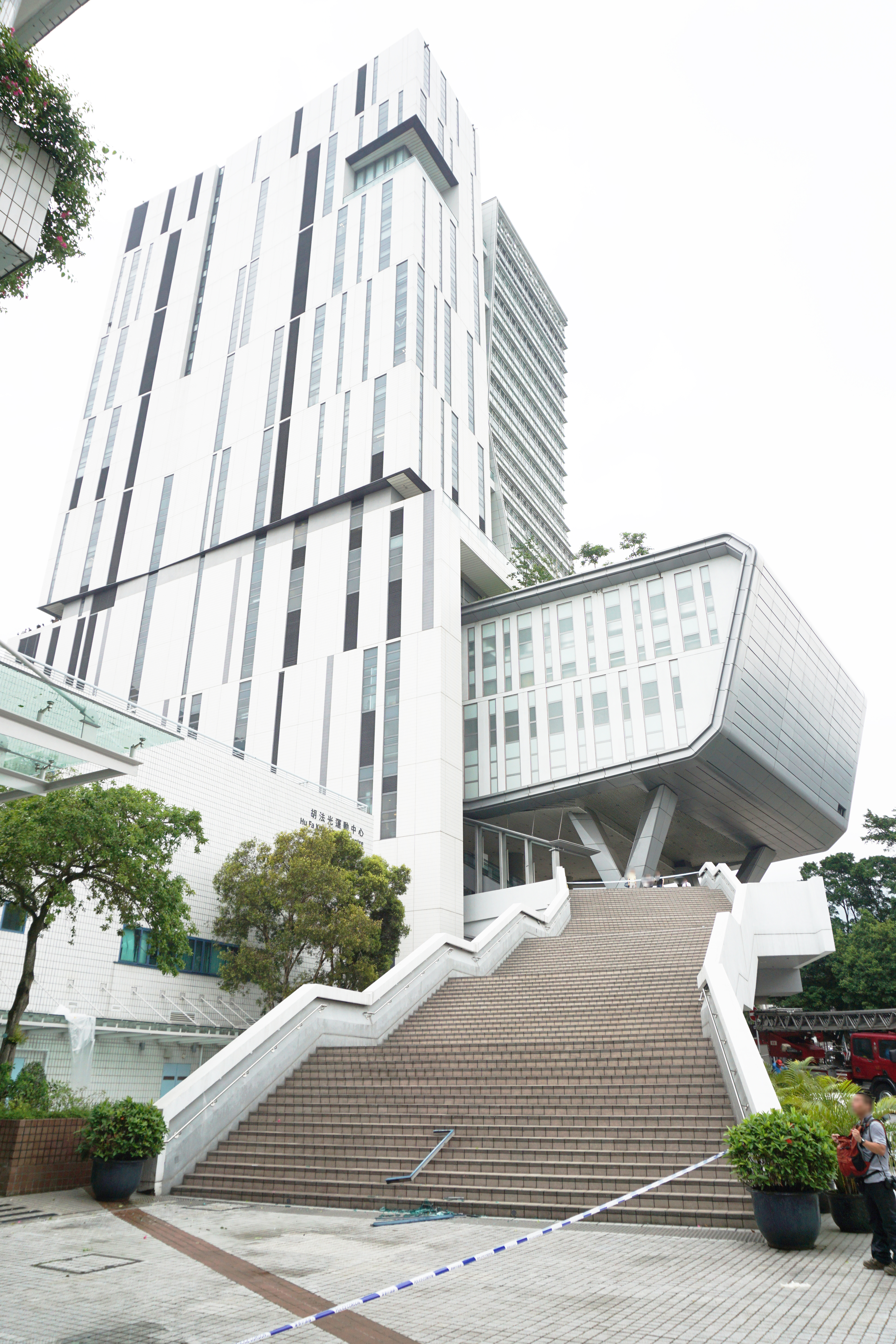
由於天花倒塌時有碎片飛墜到街上，校園內通往學術樓（三）的一段樓梯需要封閉

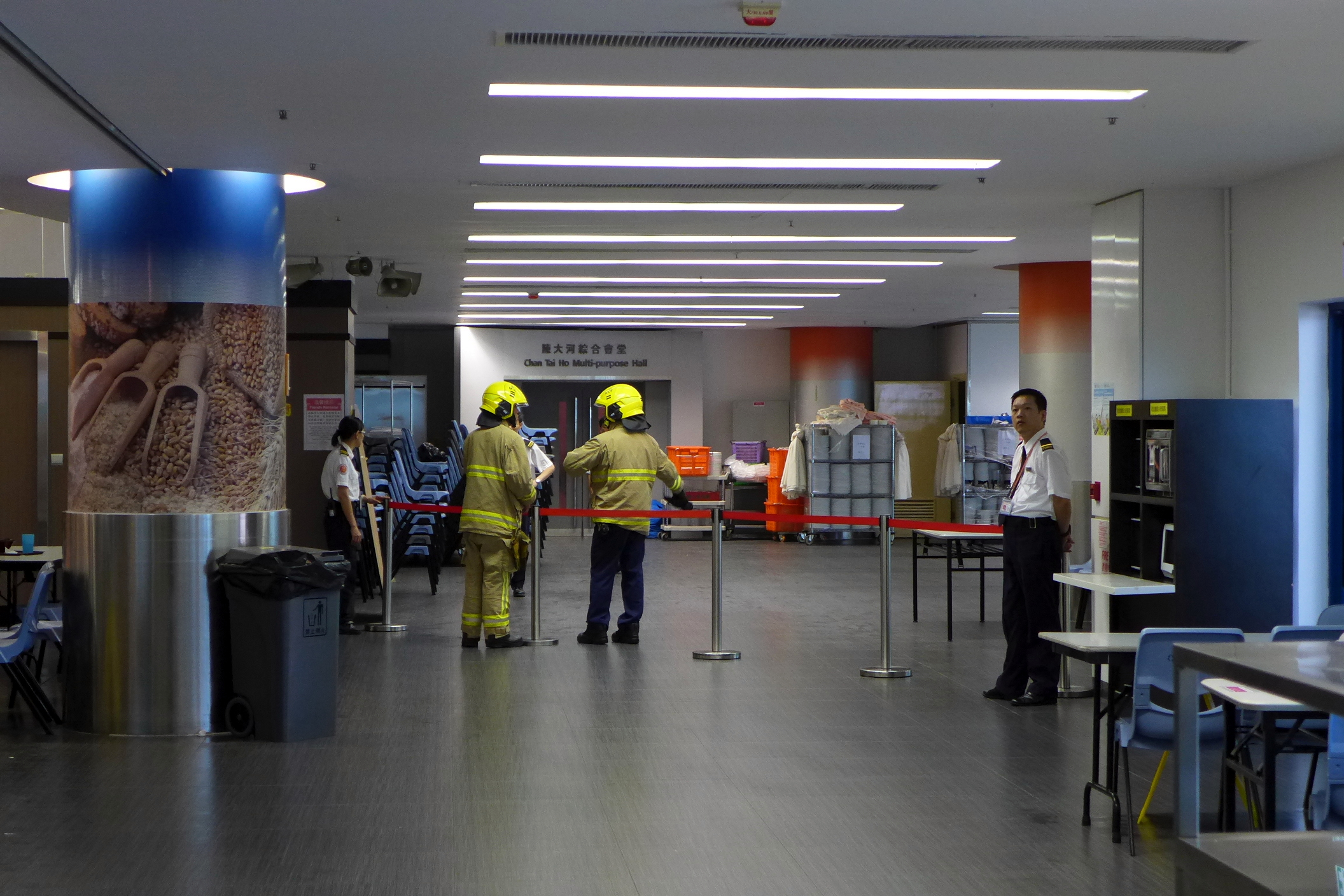
因安全理由，陳大河綜合會堂入口外亦已封閉，並有保安員看守

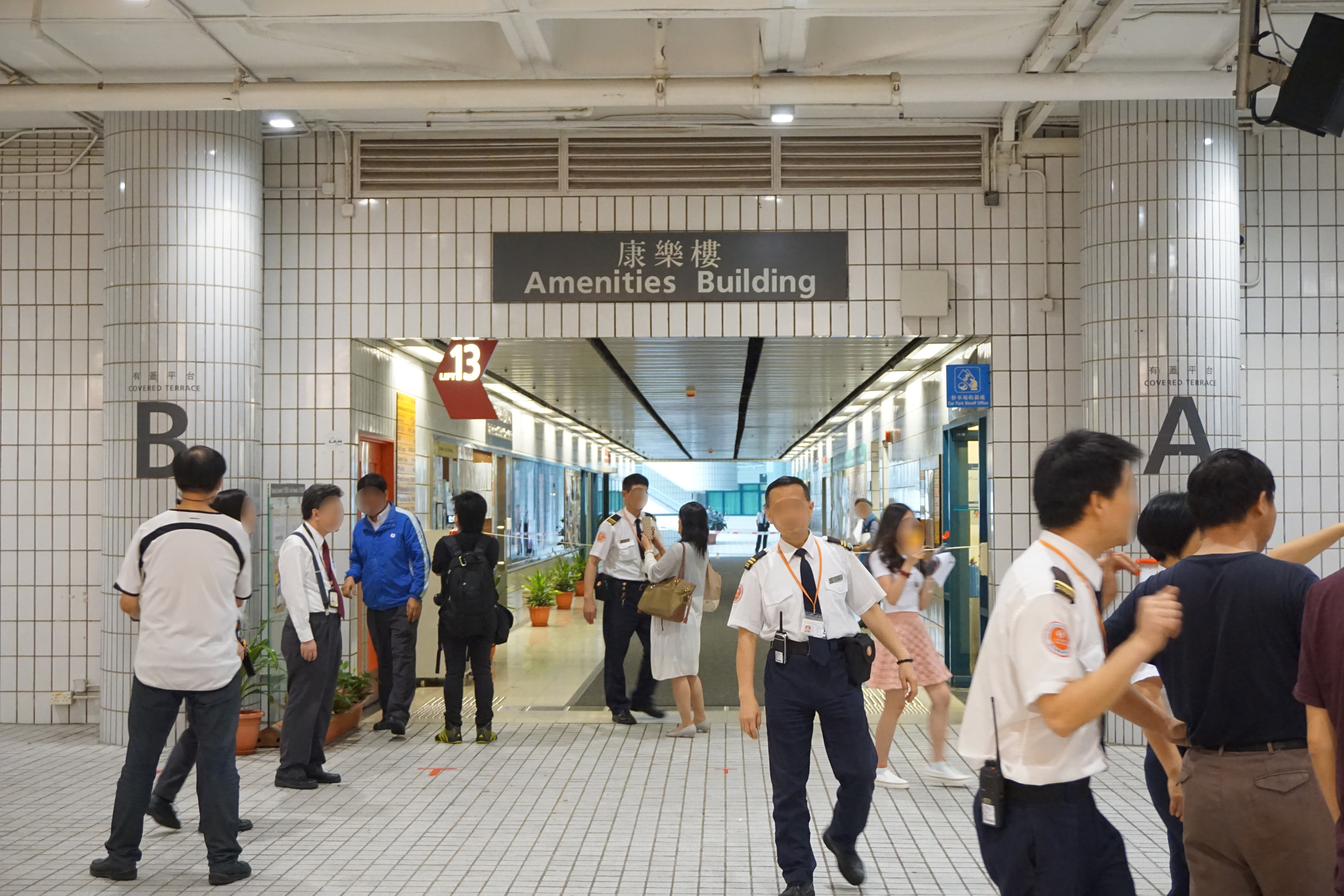
因安全理由，陳大河綜合會堂所在的康樂樓外亦已封閉，並有保安員看守

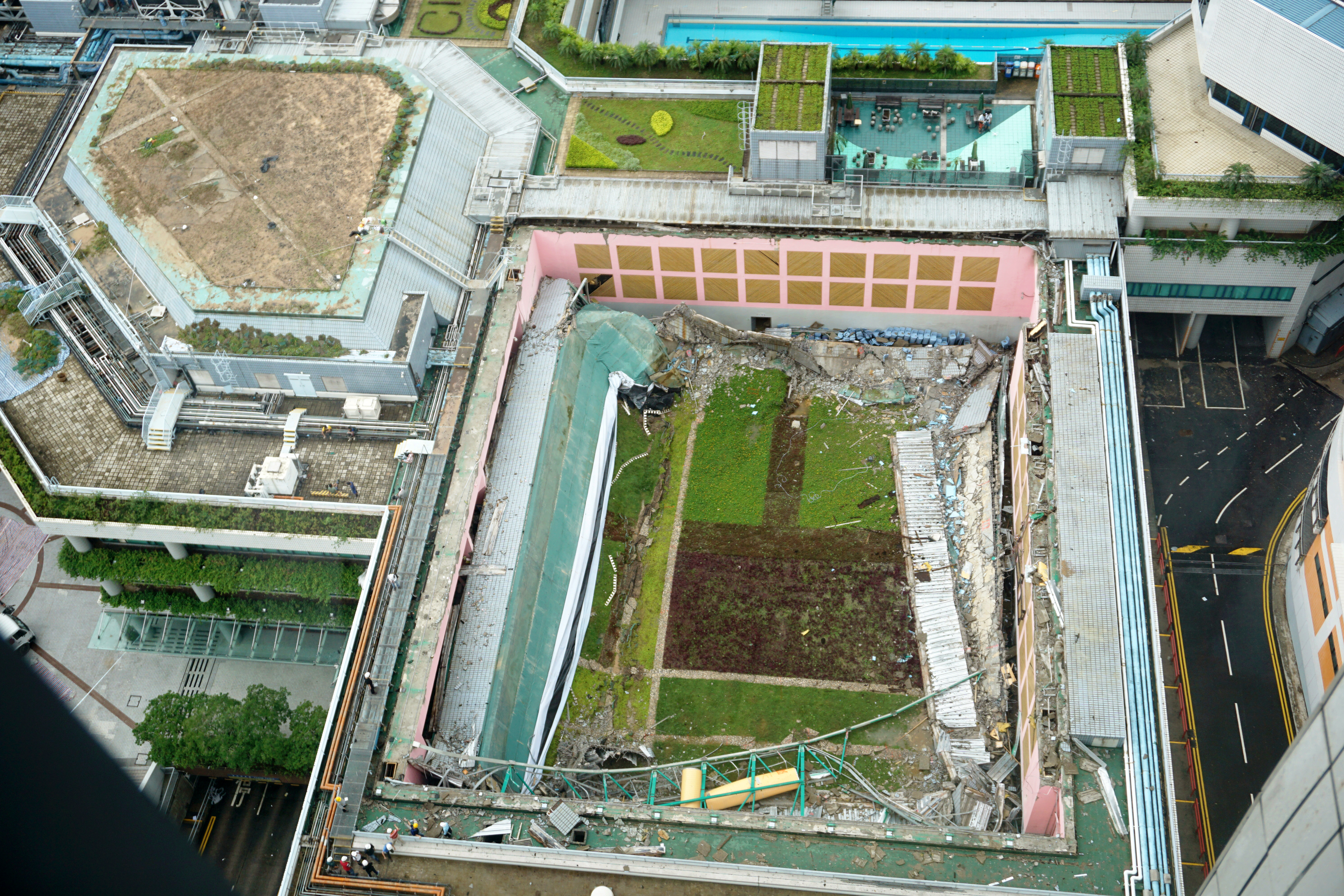
由於惠卿劇院（左上）的天台設計與陳大河綜合會堂類似（均為中央升起），亦同樣種有植物，為免因天雨積水導致負荷過重而重蹈倒塌事故，事發後翌日植物已被移走

香港城市大學天花倒塌事件為2016年5月20日下午2時30分，於香港九龍塘香港城市大學胡法光運動中心陳大河綜合會堂所發生的意外，整個館頂天台突然倒塌，面積為35乘40米（共1,400平方米），事件中3人受輕傷。事件令公眾關注近年流行的綠化天台工程的質素，亦顯示屋宇署就綠化天台入則問題未有清晰界線，存在灰色地帶。

## 起因
胡法光運動中心頂層為陳大河綜合會館，於1990年落成。根據屋宇署於1989年所批出的圖則，為金屬鋼架支撐的屋頂，並且用坑板作建構物料，當年設計天台的設計荷載為屋宇署規定的最低標準，如在上面種草的話，可能超出負荷。
城大於2015年12月至2016年2月，在上址天台進行綠化工程，包括加鋪輕盈混凝土、泥土及種植草地，工程的承建商為威華建築工程有限公司，並沒有向屋宇署申請入則。專家質疑綠化工程令天台負荷大增，加上天氣不穩，天台去水系統亦出現問題，而且植被最底層的排水物料太薄，令建築物超出負荷引致倒塌。

## 經過
會場日前已出現滲水及石塊剝落情況，有學生表示早於在5月3日至17日考試期間，懷疑有見到石塊落下，曾向校方投訴。 學生質疑由前兩星期至今，校方一直隱瞞有物件墜下，未有及時處理。事發會堂原定21日晚上舉行城大運動代表隊周年慶功晚宴，故餐廳女經理帶同多名同事到會堂為晚宴做準備，預料會有200多人出席。
5月20日下午2時，校園發展及設施管理處收到報告指消防鐘響起，灑水系統經已開啟及有嚴重漏水情況，有保安經理及維修部人員到場視察。到下午2時30分，當時會堂除餐廳女經理等人外，還有10名學生在羽毛球場內活動，其間女經理發現天花出現滴水，為確保在場人士安全，即時叫同事及學生快跑離開，並通知學校保安組。在關上大門一刻後，整個館頂天花隨即塌下，歷時僅1分鐘。附近一帶塵土飛揚，並發出巨響，部份碎片更飛彈至會堂附近的泳池及學術樓（三）的大樓梯。站在門口附近的保安組副經理、餐廳女經理和維修員被強大氣流沖倒並撞向硬物，其中保安組副經理及55歲維修員分別頭部和頭臉受傷，維修經理要縫10針，情况嚴重。餐廳女經理疑心臟病發不適，需要送院。
有學生形容天花板突然倒塌所造成的震感如地震一樣，有人還以為發生爆炸，目擊者表示幸好事發時只有少量學生在中心及泳池，考試亦已完畢，否則後果會很嚴重。
消防署接報後派出14架消防車，3架救護車，70名消防及救護人員，並調動專門應付大型事故的坍塌搜救專隊及特種救援隊，由屋頂利用高縋繩空降至現場，並帶備搜索長鏡、生命探測器及搜索犬。由於倒塌範圍非常大，令救援和搜索工作艱巨。消防用了5小時搜遍後，證實石屎及草地底下無人被困，於晚上近8時終止搜救行動。
屋宇署指，當日下午3時半接獲消防處通知，指上址有金屬支架倒塌，隨即派員前往現場視察。事發後，教育局局長吳克儉傍晚到現場視察後，要求校方在兩星期內向教育局提交報告。吳克儉與校董會主席胡曉明晚上到明愛醫院探望受傷城大職員。而校長郭教授當時身處海外，並立即趕回香港處理事件，午夜直接從機場返回城大聽取滙報。
倒塌事件使校友亦關注事件，在Facebook上開設群組「城市大學天花倒塌事件校友關注組」，向校長郭位發聯署信及收集簽名，促請校長徹查事件。

## 調查
城大發新聞稿表示，該校其中一個運動場，在下午約2時30分發生天花板倒塌事件，初步調查現場沒有人受困。校長郭位教授宣佈即時成立一個三人小組，成員包括副校長（行政）李惠光先生、副校長（學生事務）葉豪盛教授及秘書長林群聲教授處理及調查事件。校方亦將檢查所有環保花園的天台，同日晚上移除惠卿劇院天台植被。翌日城大再發新聞稿表示確定增補調查小組成員至八人，包括一名校董、三名副校長、一名校外結構工程專業人士、一名大學員工及兩名學生代表。到5月22日移除位於學術樓（一）兩個實驗室天台上的相類似草地。到5月25日委任劉志宏建築工程師事務所有限公司及晃安建設有限公司董事總經理劉志宏教授為調查委員會第九名成員。
2017年5月31日屋宇署發表最終調查報告，指由於屋頂結構的地台較原設計厚、其後在屋頂所鋪設的綠化覆蓋面及綠化覆蓋面局部積水會引致超重，最終造成倒塌。署方將調查結果交予律政司，決定不提出檢控。

## 承辦綠化天台工程人士否認核准工程
城大公布涉事的綠化天台工程是由「威華建築工程有限公司」承辦，唯負責執行及核准綠化工程的認可人士陳佐堅其後透過測量師行發出聲明否認，並稱保留對此事的一切法律權益，令事件釀成羅生門。

## 重建工作
獲香港賽馬會慈善信託基金捐款，在原址重建「賽馬會健康一體化大樓」，大樓命名典禮將於2017年11月21日在城大舉行，大樓預計在2025年完工。

## 外部連結
- 天花倒塌前的陳大河綜合會堂 （页面存档备份，存于）
- 城市大學天花倒塌事件校友關注組
- 「綠化真驚嚇」城大1.5萬呎天花倒塌 震撼全港
- 屋宇署發表城大體育館屋頂結構倒塌事件最終調查報告 （页面存档备份，存于）
- 認可人士和註冊一般建築承建商及其獲授權簽署人犯有疏忽被紀律處分 （页面存档备份，存于）